# Melody Boys
Melody Boys (även Kaivohuoneen orkesteri Melody Boys och Yrjön orkesteri) var en finländsk jazzorkester från Helsingfors. Orkestern var verksam under 1920- och 1930-talen och var den finska huvudstadens mest kända jazzorkester.
Melody Boys bestod av den Graklandsfödde Yrjö Gunaropulos och dennes bröder. Gunaropulos var orkesterns dirigent och spelade saxofon och violin. Han agerade också sångare under en period. För övrigt spelade Jomi Leino trummor och Kaarlo Reinikainen spelade sousafon. Till en början hette orkestern Yrjön orkesteri, men gjorde ett namnbyte på 1930-talet. De första skivinspelningarna gjordes 1929 åt företaget Columbia och senare samma år till Odeon. 1929 gjorde Melody Boys Finlands första jazzskivinspelningar och framförde swing under 1930-talet, då med gamla folksånger som "Iso-Antti", "Raatikkoon" och "Tuoll' on mun kultani".
Under 1930-talet gjorde orkestern också skivinspelningar med Matti Jurva, Markus Rautio, Kurt Londén och operasångaren Heikki Tuominen.